# 金缕梅目
金缕梅目是显花植物的一个分支，1981年的克朗奎斯特分类法将其放到金缕梅亚纲之下，包括5个科：
1. 金缕梅科
2. 连香树科
3. 领春木科
4. 悬铃木科
5. 香灌木科

分子生物学的研究证明这些植物种类并没有基因方面的联系，所以2003年的APG II 分类法将这些分类打乱，将金缕梅科和连香树科列入虎耳草目，将领春木科列入毛茛目，将悬铃木科列入山龙眼目，将香灌木科列入洋二仙草目。